# Rバーガー
Rバーガー（R BURGER、アールバーガー）とは、株式会社アールキューブが展開していた日本のハンバーガーレストランである。

## 概要
安心・健康・和・アジアをテーマにした日本発祥のハンバーガーレストラン。東京都内に4店舗、タイに1店舗、シンガポールに2店舗を構えていた。2011年6月現在ではフランチャイズ(FC)店舗は存在しない。
Rは「Revolution (革命)」の頭文字。台湾出身の曾敏延が1981年に創業。かつては株式会社太魯閣が運営していた。
素材には大変こだわっており、パティは日本国産のブランド肉（SPF健康豚「岩中豚」、みちのく清流あじわいどり）や天然マグロ、無農薬(ミスト農法)の大葉を使用している。バンズはパオ(蒸し饅頭)をベースにしたもの。ソースも八丁味噌や黒酢、マーボーソースを使用するなど、和、中華のテイストが強い。また豆腐を使用したハンバーガーも提供しており、ヘルシーメニューも展開している。

## 店舗

### 国内店舗
- 六本木店(東京都港区)
  - 外看板には大きなRマークの看板と横文字で「R BURGER」と書かれた看板がある。1Fはファーストフードスタイル。2Fは間接照明やスポットライトを使った、落ち着いたカフェのような雰囲気。女性客の比率が高いのも特徴。
- プランタン銀座店(中央区)
- 石川パーキングエリア店(八王子市)
- 羽田新国際空港店(大田区)

### 海外店舗
- バンコク国際空港店
- シンガポール店
  - シンガポール国内で2店舗が営業。

## 運営会社概要
- 株式会社アールキューブ(設立：2007年)
  - 本社：東京都品川区西中延1-7-6
  - 2023年現在の事業内容
    - 肉汁水餃子 餃包 六本木交差点
    - YouTube事業
    - 食材、資材、機材等の輸出入業[1]